# Argentinisches Tageblatt
Argentinisches Tageblatt war der Name einer deutschsprachigen Auslandszeitung, die 1874 gegründet wurde und in Buenos Aires erschien. Von 1889 bis 1981 erschien die Publikation täglich, danach als Wochenzeitung. Sie diente als Unterhaltungs- und Kommunikationsmedium für die deutschen, schweizerischen und österreichischen Gemeinschaften in Argentinien. 2023 wurde die Printausgabe eingestellt.

## Geschichte
Der Vorläufer des Argentinischen Tageblatts, der Argentinische Bote, wurde 1874 von Johann Alemann (in der Schweiz zuvor Allemann, 1826–1893), einem Einwanderer aus dem Bernischen, der in der Schweiz Redaktor verschiedener Blätter gewesen war, als Kommunikationsmedium für die Siedler der Provinz Santa Fe gegründet. In diesem Format erschien die Zeitung nur ein Jahr lang. Alemann und seine Söhne Theodor und Moritz zogen sodann nach Buenos Aires um, von wo aus die Zeitschrift als Argentinisches Wochenblatt 1878 erneut herausgegeben wurde. Das rasche Ansteigen der deutschsprachigen Gemeinschaft und die Notwendigkeit, ein Mitteilungsorgan von kommunaler Bedeutung zu unterhalten, gaben dem Wochenblatt Impulse. Die Familie Alemann ließ sich dauerhaft in der Bundeshauptstadt nieder und widmete sich der wöchentlichen Herausgabe der Zeitschrift.
Ab 29. April 1889 erschien die inzwischen erfolgreiche Wochenzeitung täglich und nennt sich seither Argentinisches Tageblatt. Zu den Mitarbeitern gehörte ab 1889 Johann Rudolf Müller. 1893 starb Johann „Juan“ Alemann, dessen Söhne Theodor und Moritz führten den Verlag weiter. Nach dem Tod Theodor Alemanns 1925 übernahm dessen Sohn Ernesto, ein in Deutschland ausgebildeter Journalist die Herausgebertätigkeit. Ernesto Alemann engagierte sich auch für die Pestalozzi-Schule Buenos Aires. In seiner äußerst liberalen Einstellung verteidigte die Zeitung die Haltung der Weimarer Republik und war hierin eine Ausnahme unter der deutschen Presse im Ausland, die in der Regel reaktionär war. Das Argentinische Tageblatt widersetzte sich vehement dem Nationalsozialismus, was zu einigen Konflikten führte. Es wurde von dem Teil der deutschen Gemeinschaft in Argentinien boykottiert, der zur nationalsozialistischen Ideologie neigte, und es erhielt wiederholt Bombendrohungen. Seine Verbreitung im Dritten Reich wurde nach dem Machtantritt Adolf Hitlers und seiner Regierung verboten. 1936 wurde Ernesto Alemann offiziell der Doktortitel der Universität Heidelberg wegen dessen Opposition zum NS-Regime entzogen.
Auf der anderen Seite wirkte das Argentinische Tageblatt während der Herrschaft des Nationalsozialismus in Deutschland als Kommunikationsmedium der exilierten deutschen Gegner des NS-Regimes in ganz Lateinamerika sowie eines großen Teils der dortigen deutschsprachigen jüdischen Gemeinschaft. Die offiziellen Vertreter Deutschlands in Argentinien und Persönlichkeiten, die der NSDAP, die in Argentinien Tausende von Mitgliedern hatte, nahestanden, strengten sechs Prozesse gegen das Tageblatt an. Auch in der Nachkriegszeit hatte das Argentinische Tageblatt wegen seiner antitotalitaristischen Haltung Schwierigkeiten. Die die Regierung von Juan Domingo Perón, der im letzten Kriegsjahr eine vermeintliche Politik der Neutralität einschlug und zugleich enge Beziehungen zur deutschen Regierung unterhielt, belegte die Zeitung Anfang der 1950er Jahre mit einer Papierrationierung, die zu einer zeitweiligen Schließung des zugehörigen Verlages führte.
Nach dem Militärputsch von 1976 unterstützte die Publikation die neuen Machthaber. Leitartikel forderten „Nacht- und Nebelaktionen“ ein, bei denen Gegner des Regimes verschwinden sollten. Roberto Alemann, der Sohn des Herausgebers, wurde zum Wirtschaftsminister der Militärs bestellt und damit Teil des Regimes, unter dem zwischen 1976 und 1983 30.000 Menschen verschwanden oder durch Akte des Staatsterrorismus getötet wurden.
Das Argentinische Tageblatt befindet sich bis heute im Besitz der Familie Alemann. Herausgeber und Verlagsdirektor war bis zu seinem Tod am 27. März 2020 der vorgenannte Roberto Alemann, ein liberaler Wirtschaftswissenschaftler, der zweimal Wirtschaftsminister war; einmal in der bürgerlich-radikalen Regierung von Arturo Frondizi sowie in der Militärdiktatur. Seit seinem Tod führt dessen Bruder Juan Alemann die Zeitung. 1981 kehrte das Tageblatt unter Beibehaltung seines Namens zu einer wöchentlichen Erscheinungsweise als Samstagsausgabe zurück. 1996 übernahm Stefan Kuhn den Posten des Chefredakteurs. Seit 2014 ist das Tageblatt bereits am Freitag erhältlich.
2012 wurde die Zeitung mit dem erstmals vergebenen Medienpreis „Dialog für Deutschland“ einer CDU/CSU-nahen Stiftung „Verbundenheit mit den Deutschen im Ausland“ ausgezeichnet.
Das Argentinische Tageblatt hatte eine gedruckte Auflage von 10.000 Exemplaren. Seine Reichweite wurde auf etwa 50.000 Leser geschätzt.
Im Januar 2023 gab der Verlag bekannt, die Wochenzeitung einzustellen. Am 13. Januar 2023 erschien die letzte Printausgabe. Der Grund für die Einstellung waren ausbleibende Werbekunden aufgrund von Fusionen deutscher Firmen zu multinationalen Unternehmen sowie der plötzliche Tod des letzten Chefredakteurs Stefan Kuhn.